# 4608 Wodehouse
4608 Wodehouse este un asteroid din centura principală, descoperit pe 19 ianuarie 1988 de Henri Debehogne.